# Raúl Chabrand
Antonio Raúl Chabrand Manrique (El Paso, Texas, 11 de octubre de 1976) es un ex-futbolista y director técnico Mexicano.

## Biografía
Empezó su carrera con el Monterrey en el Invierno 1997, donde debutó el 20 de septiembre en la derrota como visitante de 1-3 ante Cruz Azul. Para el Apertura 2003 reforzaría al recién ascendido Irapuato. Se retiró en el Apertura 2005 jugando para los Delfines de Coatzacoalcos en la Primera División A. El 19 de octubre de 2015 fue nombrado DT del Club Tijuana de forma interina.

## Clubes

### Como jugador
| Club                  | País   | Año       |
| --------------------- | ------ | --------- |
| Monterrey             | México | 1997-2003 |
| Irapuato              | México | 2003-2004 |
| Club de Fútbol Cobras | México | 2004      |
| Coatzacoalcos         | México | 2005      |

### Como entrenador
| Club             | País   | Año       |
| ---------------- | ------ | --------- |
| Monterrey Sub-20 | México | 2011-2014 |
| Tijuana          | México | 2015      |
| Tijuana Sub-20   | México | 2015-2018 |

### Como auxiliar técnico
| Club        | País   | Año           |
| ----------- | ------ | ------------- |
| Atlas F. C. | México | 2018-presente |

## Palmarés

### Como jugador
| Título                     | Club                | País   | Año  |
| -------------------------- | ------------------- | ------ | ---- |
| Segunda División de México | Tastoanes de tonala | México | 2005 |